# Distúrbios no Barém entre 1994 e 1999
Os distúrbios no Barém entre 1994 e 1999 referem-se a união de forças contrárias ao governo do Barém durante parte da década de 1990, a fim de tornar o país mais democrático.

## Descrição
Em 1975 o Parlamento do país foi dissolvido pelo governo dos Al-Khalifa, que comandavam a nação desde 1961. Com isso, em 1994, cresciam as manifestações pela reabertura da câmara. O governo, em 1995, tenta fazer negociações com a oposição, os quais fracassam, causando a retomada dos protestos.
Em 1996, o ativista Isa Ahmed Hassan é submetido à primeira execução realizada no país desde 1977. E o governo barenita acusa o Irã de apoiar grupos terroristas xiitas para desestabilizar o país.
Em 1999 morre o emir, Xeque Isa bin Sulman al-Khalifa, assumindo o cargo seu filho mais velho, o xeque Hamad bin Isa al-Khalifa. Ele mantém o xeque Khalifa bin Salman al-Khalifa como primeiro-ministro, dando continuidade à política pró-Ocidente e, priorizando uma abertura política, o que desta vez surtiu efeitos imediatos. Em 2000, pela primeira vez mulheres e não muçulmanos são incluídos na renovação da Xura (o conselho consultivo indicado pelo emir). E em 2001 um referendo constitucional dá início à reformas democratizantes, a aprovação de uma monarquia constitucional e a restauração do Legislativo, além de anistia a presos políticos.

## Fonte
- Almanaque Abril 2010, 36ªed., p.402